# 플레이보이TV (대한민국의 텔레비전 채널)
플레이보이TV(Playboy TV)는 씨맥스 커뮤니케이션즈가 미국 플레이보이TV의 대한민국판으로 운영하는 유료 성인영화 텔레비전 채널이다. 2002년에 스파이스TV(Spice TV)로 개국되었고, 2014년 5월 26일에 현재의 이름으로 변경했다.